# Fontainea australis
Fontainea australis är en törelväxtart som beskrevs av L.W. Jessup och Gordon P. Guymer. Fontainea australis ingår i släktet Fontainea och familjen törelväxter. Inga underarter finns listade i Catalogue of Life.